# 김기태 (1887년)
김기태(金琪邰, 일본식 이름: 金澤輝昌가네사와 데루아키, 1887년 8월 5일 ~ 1941년 7월 5일)는 일제강점기의 관료로, 본적은 경상남도 진주군 내동면이다.

## 생애
1902년 10월 탁지부 세무주사로 임명되었으며 1904년 4월까지 경상남도 세무감부에서 근무했다. 1909년 10월부터 1911년 4월까지 공립진주보통학교 학무위원을 역임했고 1911년 5월 3일 조선총독부로부터 은배 1개를 받았다. 1912년 1월 27일 경남일보사를 설립했으며 경상농공은행주식회사 감사(1913년 7월 ~ 1915년 7월)와 취체역(1915년 7월 ~ 1918년 10월)을 역임했다.
1913년 9월 29일 일본적십자사 특별사원으로 위촉되면서 일본적십자사로부터 유공장을 받았으며 1914년 9월부터 1915년 11월까지 조선총독부 시정5년기념 조선물산공진회 평의원을 역임했다. 1915년 3월 조선총독부로부터 목배 1개를 받았고 같은 해 11월 10일 일본 정부로부터 다이쇼 대례 기념장을 받았다. 사립진주봉양학교 교장(1915년 3월 ~ 1918년 10월), 공립진주보통학교 학무위원(1915년 5월 ~ 1917년 8월), 진주공립보통학교 학무위원(1917년 8월 ~ 1920년 2월), 진주제일공립보통학교 학무위원(1920년 2월)을 역임했으며 1920년 12월 20일과 1924년 4월 5일 경상남도 관선 도평의회원으로 선출되었다.
1921년 4월 28일부터 1927년 4월 26일까지 조선총독부 중추원 참의를 역임했으며 1922년 1월 26일 조선총독부로부터 감수포장을 받았다. 1921년 4월 사립보성법률상업학교 재단법인 기성위원회 위원장을 역임했고 1924년 8월부터 1925년 8월까지 보성전문학교 종신이사, 1925년 9월 보성전문학교 이사를 역임했다.
1926년 10월 경상남도 농회 특별의원으로 위촉되었으며 1928년 11월 16일 일본 정부로부터 쇼와 대례 기념장을 받았다. 1929년 6월 조선박람회 경상남도 협찬회 부회장으로 선임되었고 1932년 12월 조선나병예방협회 경상남도지부 설립 발기인으로 참여했다. 1934년 9월 12일 대구세무감독국 소득조사위원으로 임명되었으며 1937년 조선식산은행 상담역과 영화흥업주식회사 사장을 역임했다.
1937년 9월 경상남도 총후지성회 부회장으로 선임되었으며 총후지성회가 전투기 2기를 헌납하는 데에 적극 협력했다. 1938년 2월 26일과 3월 2일 조선총독부로부터 포상을 받았고 같은 해 3월 24일에는 조선총독부로부터 감수포장을 받았다. 1939년 3월 특별지원병 진주후원회 고문으로 위촉된 뒤부터 지원병 지원 유세에 적극 나섰으며 1939년 11월 조선유도연합회 평의원, 1940년 2월 진양곡물통제조합 조합장으로 각각 선임되었다. 친일파 708인 명단의 중추원 부문, 민족문제연구소의 친일인명사전 수록자 명단의 중추원 부문, 친일반민족행위진상규명위원회가 발표한 친일반민족행위 705인 명단에 포함되었다.

## 참고 자료
- 친일반민족행위진상규명위원회 (2009). 〈김기태〉. 《친일반민족행위진상규명 보고서 Ⅳ-2》. 서울. 29~39쪽.